# Bogićevica
Bogićevica är en bergskedja i Montenegro. Den ligger i den östra delen av landet, 70 km öster om huvudstaden Podgorica.
Bogićevica sträcker sig 28,3 km i nord-sydlig riktning. Den högsta toppen är Crni Krš, 2 403 meter över havet.
Topografiskt ingår följande toppar i Bogićevica:
- Arifova Glava
- Crni Krš
- Devojački Krš
- Maja e Bajrakut
- Maja e Karafilit
- Maja Horolac
- Mali Hrid
- Malji Nečinat
- Mladica
- Pišljiv Krš
- Ravno Brdo
- Ravno Brdo
- Starac
- Tepsijica
- Velika Podina
- Veliki Hrid
- Zavoj